# Villiers-le-Mahieu
Villiers-le-Mahieu – miejscowość i gmina we Francji, w regionie Île-de-France, w departamencie Yvelines.
Według danych na rok 1990 gminę zamieszkiwało 601 osób, a gęstość zaludnienia wynosiła 89 osób/km² (wśród 1287 gmin regionu Île-de-France Villiers-le-Mahieu plasuje się na 756. miejscu pod względem liczby ludności, natomiast pod względem powierzchni na miejscu 566.).